# えりも (敷設艇)
えりも（ローマ字：JDS Erimo, AMC-491、YAS-69）は、海上自衛隊の敷設艇。艇名は襟裳岬に由来し、旧海軍の給油艦「襟裳」に続き日本の艦艇としては2代目。

## 概要
旧海軍の敷設艇「測天」を参考にして旧海軍技術者からなる船舶設計協会に依頼して設計された。
機雷敷設・掃海・対潜戦で使用できるよう設計され、旧海軍の運用思想がそのまま継承された。再軍備反対に配慮して建造当初は大型掃海船と呼称されていた。
艦の構造としては艦橋と煙突の間の甲板上に機雷庫が設けられていた。機雷敷設作業時には爆雷兵装の半分を撤去する。
建造時からディーゼル主機は不調が続き、問題解決に苦慮したとされる。旧海軍では敷設艇を多数建造・維持していたが海上自衛隊は本艇1隻のみの建造となった。

## 艦歴
「えりも」は、昭和28年度計画601号船として、浦賀船渠で1954年12月10日に起工され、1955年7月12日に進水、1955年12月28日に就役し、横須賀地方隊に編入された。
1958年6月1日、呉地方隊に編入。
1960年5月1日、第1掃海隊群に編入。
1961年9月1日、第2掃海隊群に編入。
1969年3月15日、第1掃海隊群に編入。
1976年3月31日、特務船に種別変更され、艦籍番号がYAS-69に変更、呉警備隊所属の水中処分隊の母船となる。
特務船に種別変更の改造時に、軟式潜水装置が搭載され、機雷搭載用走行ホイスト及び機雷敷設軌条の一部が撤去された。
また、中央部にあった機雷搭載用クレーンが撤去され、代わりにダイバー用ダビッドが新設された。
1982年3月27日、除籍。就役から除籍までの航走距離は約72万キロに及ぶ。
1982年9月中旬、江田島の古沢鋼材に曳航され、解体された。